# One More Time
One More Time är en svensk etnopop-grupp bestående av Nanne Grönvall, Peter Grönvall och Maria Rådsten. Initialt ingick även Thérèse Löf i gruppkonstellationen.

## Historik
Nanne och Peter Grönvall hade under 1980-talet varit med i popgruppen Sound of Music, som bland annat medverkade i Melodifestivalen 1986 och 1987. 1989 bildade de istället Peter's Pop Squad, men projektet lades ner efter endast två singlar. Från gruppen tog de med Maria Rådsten till nästa projekt; One More Time. Tillsammans med Thérèse Löf påbörjade de inspelningen av gruppens första album. 
Gruppen fick med två låtar som tävlande bidrag i Melodifestivalen 1992. Eftersom Nanne Grönvall var höggravid, valde gruppen att låta Rådsten respektive Löf framföra varsitt bidrag som solosångerskor. Efter omröstningen slutade Maria Rådstens "Vad som än händer" på tredje plats, medan Thérèse Löfs "Ingenting går som man vill" slogs ut innan omröstningen och blev oplacerad. Rådstens låt fick sedan engelsk text och togs med på debutalbumet som "I'll Show You Wonders".  
Hösten 1992 gav One More Time ut sitt debutalbum Highland och sin första singel med samma namn. Kort efter utgivningen valde Thérèse Löf att lämna gruppen. Hennes bild finns med på albumet och singeln samt på den uppföljande singeln "Calming Rain", men hon medverkade inte vid de framträdanden gruppen gjorde i TV och vid konserter. Singeln "Highland" blev gruppens största internationella framgång och singeln låg etta på hitlistorna i över tio länder. Gruppen blev samtidigt utnämnda till Bästa utländska grupp i Belgien och skivan sålde guld i Sydafrika. 
Det uppföljande albumet, benämnt One More Time, släpptes 1994 och lyckades inte upprätthålla framgången. Albumet tog sig inte in på den svenska försäljningslistan och singeln "Song of Fête" låg endast två veckor på svenska försäljningslistan med plats 36 som bästa placering. Gruppen valde nu att fokusera på låtskrivande och skickade in ett bidrag till Melodifestivalen 1995. För bidraget "Det vackraste" valde gruppen att låta Cecilia Vennersten framföra den, då de tyckte melodin passade för en soloartist. Bidraget slutade på andra plats efter Jan Johansens "Se på mig". Gruppen kom senare att spela in låten själva, då på engelska med titeln "Living in a Dream". 
1996 fick gruppen återigen med ett bidrag i Melodifestivalen, som de denna gång valde att framföra själva. Balladen "Den vilda" hade startnummer fyra och efter omröstningen stod bidraget som vinnare med 71 poäng, framför andraplacerade Andreas Lundstedt med "Driver dagg, faller regn" på 48 poäng. Inför Eurovision Song Contest i Oslo, Norge, ville många länder delta, varför EBU införde en kvalificeringsomgång för alla länder utom värdlandet. Efter denna omröstning (vars resultat läckte ut i förväg) hölls finalen. "Den vilda" lyckades vinna denna omröstning med 227 poäng och blev därmed klara för finalen. I finalen tävlade Sverige som allra sista land och efter omröstningen slutade bidraget på tredje plats med 100 poäng. Vinnare blev Irland, som tog sin fjärde seger på fem år. 
Gruppens enda svenskspråkiga album, Den vilda, släpptes sommaren 1996 och en engelskspråkig version av albumet, benämnt Living in a Dream, släpptes 1997.
Gruppmedlemmarna valde därefter att fokusera på andra saker än One More Time. Peter Grönvall skrev filmmusiken till den svenska långfilmen Kalle Blomkvist – Mästerdetektiven lever farligt och Maria Rådsten fokuserade på studier. Nanne Grönvall inledde en solokarriär, där hon bland annat har framfört fem bidrag i Melodifestivalen och ett i den brittiska uttagningen till Eurovision Song Contest.
Gruppmedlemmarna har vid sidan av sina egna projekt inte haft tid till att släppa nytt material för One More Time, men gruppen har sammanstrålat för några enstaka liveframträdanden. I Melodifestivalen 2010 medverkade Nanne och Maria i ett pausunderhållningsmedley där de framförde delar av "Den vilda".
Den 9 juni 2021 meddelade One More Time i ett pressmeddelande att nytt material släpps hösten 2021 och samma sommar medverkade de i TV-programmet Lotta på Liseberg. Comebacken senarelades dock till 2023 då gruppen gjorde en livespelning i Liverpool, Storbritannien, under veckan inför Eurovision Song Contest 2023, samt under Stockholm Pride. Sommaren 2023 släppte de singeln "Kärleken". Det blev deras första nya material på 26 år.

## Diskografi

### Album
- Highland (1992)
- One More Time (1994)
- Den vilda (1996)
- Living in a Dream (1997)
- The Best of One More Time (1998) (endast släppt i Sydafrika)

### Singlar
- "Highland" (1992)
- "Calming Rain" (1993)
- "Turn Out the Light" (1993)
- "No One Else Like You" (1993)
- "Song of Fête" (1994)
- "Get Out" (1994)
- "The Dolphin" (1994)
- "Den vilda" (1996)
- "Kvarnen" (1996)
- "The Wilderness Mistress" (1996)
- "Living in a Dream" (1997)
- "Kärleken" med Kärlekskören (2023)
- "Alice i Vinterlandet" (2023)